# Timothy B. Schmit
Timothy Bruce Schmit (Oakland, California; 30 de octubre de 1947) es un músico estadounidense, conocido por su trabajo como bajista y cantante de Poco y de Eagles. Schmit también ha trabajado durante décadas como músico de sesión y artista en solitario.

## Trayectoria

### Inicios
En sus primeros años, el padre de Timothy (el músico Danny Schmit) estaba frecuentemente de viaje, por lo que compraron un remolque y la familia entera se fue de viaje con el padre. Después de dos años de viajes, la familia se instaló Sacramento, California. Timothy mostró su entusiasmo por las artes a una temprana edad, tomando lecciones de baile. También era un gimnasta talentoso con su especialidad en las barras paralelas. A la edad de 15 años, Tim formó un trío de música llamado Tim, Tom y Ron, con dos de sus amigos. El año siguiente la banda añadió a un batería, cambiado el estilo de música y tomaron el nombre de The Contenders.
Con la invasión de la "influencia Beatles", la banda modificó su estilo y su nombre, pasando a denominarse The New Breed. En 1965 la banda saca un sencillo, "Green Eyed Woman", que tuvo cierta proyección. New Breed grabó a continuación un álbum con material nuevo, pero no se lanzó hasta 1985 debido a dificultades con su discográfica. Sin embargo, sí se lanzaron dos singles: "Fine with me" y "The Sound of the Music". Durante este tiempo Timothy alternaba la música con los estudios, cursando psicología en el American River College y en el Colegio del Estado de Sacramento. Pronto deja la  y para desarrollar sus esfuerzos musicales a tiempo completo.
A finales de los años 60, la banda encontró una nueva discográfica y cambió su nombre una vez más. Ahora bajo el nombre de Glad, Timothy y sus compañeros empiezan con la grabación de un álbum nuevo. Después de muchas interrupciones y reinicios (incluyendo un punto donde Timothy se alejó durante un tiempo), el álbum "Feelin' Glad" se terminó de grabar.

### Poco
La grabación sería el último esfuerzo de Timothy con esta primera banda. En 1968, mientras graban el LP "Feelin' Glad", invitaron a Timothy a hacer una audición para ser bajista en la nueva banda Poco (entonces conocida como Pogo). Sin embargo, seleccionaron a Randy Meisner en lugar de a él. Un año más tarde, Randy se había unido a The Eagles, y Tim fue vuelto a llamar, incorporándose a Poco en 1969.
En el plazo de siete años, Timothy y los otros miembros de Poco lanzaron 11 álbumes. Tim escribió y era el cantante de la canción "Keep On Tryin'", el primer éxito de Poco, llegando al puesto número 50 en el Billboard Hot 100 en 1975. Además de Poco, Schmit también contribuyó con su voz al hit de "Firefall" 1977, "Just Remember I Love You". A lo largo de los años en que Timothy permaneció en la banda, hubo muchos cambios de personal, lo que le permitió asumir cada vez más un cierto papel de líder dentro de la misma.

### The Eagles
En septiembre de 1977, en un giro del destino, Glenn Frey le llamó y le pidió que sustituyera a Randy Meisner, una vez más. Timothy aceptó y se unió a The Eagles poco después. En los conciertos de la gira de la banda, Tim se presentaba con el pegadizo "Keep on Tryin'", un clásico de Poco, cada noche. Poco después, la banda comenzó la grabación del álbum The Long Run. Timothy coescribió una canción del álbum con Glenn Frey y Don Henley, llamada "I Can't Tell You Why". Era una canción que Tim había comenzado antes de que se uniera a la banda. Curiosamente, aunque The Eagles siempre se ha considerado la banda de rock de California por excelencia, Schmit era en realidad el único nativo de California de la misma.

### Carrera en solitario
1980-1990
Después de que Eagles se disolvieran, Timothy giró su atención al trabajo de sesión. En 1982 Timothy participó en "So much in love" , banda sonora de "Fast Times At Ridgemont". En 1983 Schmith aparece en el sencillo de Toto, "I Won't Hold You Back", en "África", y en la canción "Everything In Between" de Jars Of Clay. Finalmente, comenzó a grabar su primer álbum en solitario, "Playing It Cool", que fue lanzado en 1984. El álbum tenía una amplia variedad de canciones, desde R&B hasta temas de influencia jazz. Incluso una canción del álbum, "Voices", es casi completamente a capella, y todas las voces son de Timothy.
En 1987, Timothy lanzó su segundo álbum. "Timothy B" era un trabajo con un contenido mucho más difícil. El primer sencillo, "Boys Night Out", llegó al puesto #26 de las listas, permaneciendo durante 6 semanas. Más tarde, ese mismo año, Timothy apareció con otro ex-Eagle, Randy Meisner, en un concierto de Richard Marx. Ambos, junto con Joe Walsh, proporcionaron los coros del éxito de Marx, "Don't Mean Nothing", en 1987.
Su voz y su bajo pueden escucharse también en muchos éxitos de sus excompañeros de los Eagles, como Don Felder ("Heavy Metal (Takin 'A Ride)"); o Don Henley ("Dirty Laundry" y "You Don't Know Me At All"). También aparece es los éxitos de Bob Seger, "Fire Lake"; de Boz Scaggs, "Look What You've Done To Me"; o de Crosby, Stills & Nash, "Southern Cross", donde cantó la armonía.
1990-2000
En 1991, Schmit colaboró en "Don't Tell Mom", de la banda sonora de "The Babysitter's Dead". A comienzos de la década de los 90, hubo algunos rumores sobre una posible reunión de The Eagles pero, por diversos motivos, esta reunión no se concretó. Por ello, Timothy se concentró otra vez en su trabajo en solitario, lanzando otro álbum: "Tell me the truth". Como en su primer álbum, este trabajo contenía una gran variedad de estilos. Quizás la canción más significativa era "For the children", una especie de gospel, en la que destaca un coro de niños incluyendo a las dos hijas de Timothy y a las hijas de Joe Walsh. En 1992, Timothy se unió a la banda de Ringo Starr, que estaba realizando una larga gira por todo el mundo. En los conciertos, Timothy  cantaba  "I Can't Tell You Why" y "Keep on Tryin". Al año siguiente se publicó un disco-homenaje a The Eagles, "Common Thread". Timothy estaba en Nashville cuando Vince Gill grababa una nueva versión de "I Can't Tell You Why" para el álbum. Vince invitó a Timothy a unirse en el estudio para cantar la voz de fondo de la canción. Más tarde, Vince y Timothy también aparecerían en Nashville juntos y tocarían "I Can't Tell You Why" a dúo.

### Regreso con The Eagles
En enero de 1994 , Travis Tritt quiso hacer un vídeo musical de la versión de "Take it easy" incluida en Common Thread, y planeó que The Eagles participaran en él. Timothy y el resto de la banda estuvieron de acuerdo y por primera vez en 14 años se reencontraron en un estudio. La gira subsiguiente, el "Hell Freezes Over Tour", iba a durar seis meses pero, debido a la demanda, fue ampliada a dos semestres. A mediados de 1996, la gira finalizó y la banda volvió a separarse.
En 1998, se anunció que The Eagle iban a ser incluidos a la "Rock And Roll Hall Of Fame", y que se presentarían en la ceremonia. En el espectáculo, Timothy y los demás tocaron "Hotel California" y "Take it easy".

### 2000-2010
Después de una serie corta de conciertos, The Eagles comenzaron a girar otra vez en 2001. Timothy también lanzó su primer álbum en solitario en once años. "Feed The Fire" fue lanzado por la discográfica "Lucan Records", creada por Timothy, y había sido grabado en el estudio de su casa. Los éxitos de este álbum fueron "The Shadow", una canción en la que destaca un solo de guitarra acústica de Timothy, y "Top Of Stair", una canción a capella, donde toda la voz es Timothy. 
Timothy, con The Eagles, realizó giras hasta 2006. Antes, en 2004, la banda grabó un concierto en Melbourne, Australia. El DVD del concierto, Farewell, fue lanzado en 2005 y Timothy hizo la mayor parte de la promoción del mismo. En 2007, The Eagles finalmente lanzaron un álbum con material nuevo, después de 28 años, con el título de Long Road Out Of Eden. Timothy es la voz principal de dos éxitos del álbum: "Do something" y "I Don't Want To Hear Any More". 
Durante la gira de Eagles por América del Norte, Timothy había estado trabajando en temas propios para un nuevo álbum en solitario. Finalmente, el nuevo CD de Timothy, "Expando", fue lanzado el 20 de octubre de 2009. Este CD contiene once canciones, todas ellas escritas por Timothy, con influencia de la música folklórica. También realizó una presentación del disco en solitario en Los Ángeles, Nashville, Chicago y Nueva York.

## Vida personal
Durante los primeros años con Poco, Timothy se casó con una mujer llamada Noreen y en 1971 tuvieron un niño, Jeddrah. Se separarían a mediados de los años 70. Cuando la posible separación de The Eagles era inminente, Timothy se casó de nuevo, en 1983, y tuvo una niña Owen Faye, en 1984. En [1991 tuvo un tercer hijo, Ben.

## Discografía

### Álbumes de estudio
| 1984                                         | Playin' It Cool - Label: Wounded Bird Records | 160 | —  |
| 1987                                         | Timothy B. - Label: Universal Records         | 106 | —  |
| 1990                                         | Tell Me the Truth - Label: MCA Records        | —   | —  |
| 2001                                         | Feed the Fire - Label: Lucan Records          | —   | —  |
| 2009                                         | Expando - Label: Lost Highway Records         | —   | 43 |
| "—" indica que no logró entrar en las listas |                                               |     |    |

### Singles
| 1982                                            | "So Much In Love" | 59 | —  | 27 | —  | —  | Playin' It Cool |
| 1987                                            | "Boys Night Out"  | 25 | 17 | —  | 69 | —  | Timothy B.      |
| 1988                                            | "Don't Give Up"   | —  | —  | 30 | —  | 22 | Timothy B.      |
| "—" Indica que no lograron entrar en las listas |                   |    |    |    |    |    |                 |